# لينارت ليندروس
لينارت ليندروس (بالفنلندية: Lennart Lindroos)‏ (مواليد 2 ديسمبر 1886) هو سبّاح فنلندي، مثّل بلاده في الألعاب الأولمبية الصيفية 1912.

## روابط خارجية
لينارت ليندروس على موقع اللجنة الأولمبية الدولية (الإنجليزية)
- لينارت ليندروس على موقع أوليمبيديا (الإنجليزية)